# 830 TCN
830 TCN là một năm trong lịch La Mã.